# でんえん
でんえん（DENEN）は、東京都国分寺市本町にある名曲喫茶である。店舗入口近くの看板柱には「名曲喫茶 でんえん」、入口脇の看板には「クラシックと絵 でんえん」と記されている。約1000枚のレコードを所持している。

## 概要
1957年（昭和32年）創業。1924年（大正13年）に建てられた米蔵を増改築し、店舗として用いている。開店当時から内装などはほとんど変わっておらず、当時の雰囲気が残ることから、ドラマのロケーション撮影などに利用されることもある。
創業者の新井熙盛は、妻・新井富美子と結婚して間もなく会社勤めを辞めて、この店を開店した。新井は多趣味な人物で、経営が軌道に乗ると店にはあまりおらず、写真撮影などの趣味に打ち込んでいたという。
最盛期には、店主夫婦の他に、3人の女性アルバイトをウェイトレスとして雇い入れていたが、1980年代後半になると、大手の喫茶店チェーン店が増えたこともあって、客足は減っていったという。
新井熙盛が1982年（昭和57年）に死去した以降は妻の富美子が店を守っているが、創業60周年を迎えた2017年（平成29年）時点のインタビューで、既に90歳になっていた富美子は「もう、1、2年で終わりたいですね。」と語っている。

## 内装
店内はL字型の構造となっているが、これはもともと入り口付近のスペースのみで店をはじめ、その後奥の空き地にバラック小屋を建てる形で増築したためである。なお、入り口と奥のスペースにそれぞれスピーカーが設置されている。
内装のデザインは、熙盛の友人であり、名曲喫茶クラシックの初代オーナーであった美作七郎が担当した。フルーツ皿と一升瓶の底で作ったシャンデリアや、風呂の洗面器を割って作ったランプシェードなどのインテリアは、開店当時のままである。また、開店時からドイツ製のレジスターを使用しているが、壊れていて、閉めると開かなくなる。なお、アメリカ製の鉄のストーブも同様に使われ続けている。1996年に常連客の看板屋が作り変えた看板以外は、開店当時の姿をとどめているとされる。
美術作家が作成した絵画や陶器などの展示場所としても開放しており、近隣にある武蔵野美術大学や東京造形大学の学生らの作品展などが開催されている。2017年9月8日から2018年3月25日にかけては、美作の生誕110周年を記念した作品展を名曲喫茶ヴィオロン、名曲喫茶ルネッサンスとともに開催した。また、武蔵野美術大学生の卒業制作の映画の舞台になったこともある。なお、店内でのコンサートも行われている。
また、読書好きの富美子は、村上春樹の『1Q84』などの話題本を店に置いている。

## 著名な常連客
- 松本正彦 - 漫画家[7]
- 村上春樹 - 小説家[13]
- さいとう・たかを - 漫画家[14]
- 永島慎二 - 漫画家[14]。『漫画家残酷物語』にでんえんを登場させた[15]。また、でんえんで働いていたウェイトレスと結婚している[7]。
- 竹中直人 - 俳優[4]

## メニューなど
- コーヒー - 神田から取り寄せた3種類のコーヒー豆を用いている[8]。昔は50円であったが、2003年時点では450円である[15]。
- 紅茶 - 450円[7]
- ウイスキー（シングル） - 500円[7]

- ミルクセーキ - 帝国ホテル総料理長であった村上信夫から製法を習った[16]
- チーズケーキ[5]
- 店のマッチにはレオナルド藤田による美人画が描かれている[7]

## 音響装置
設置されているスピーカーは、1960年代のエレクトロボイス製のものと、フィリップス製のものである。なお音響装置も名曲喫茶クラシックの美作が担当した。
1番リクエストが多いのは、パイヤール指揮の「パッヘルベルのカノン」のレコードであり、閉店時にもかけられている。また、開店前には、コンチネンタル・タンゴのレコードがかけられている。